# Bouddhisme en Pologne

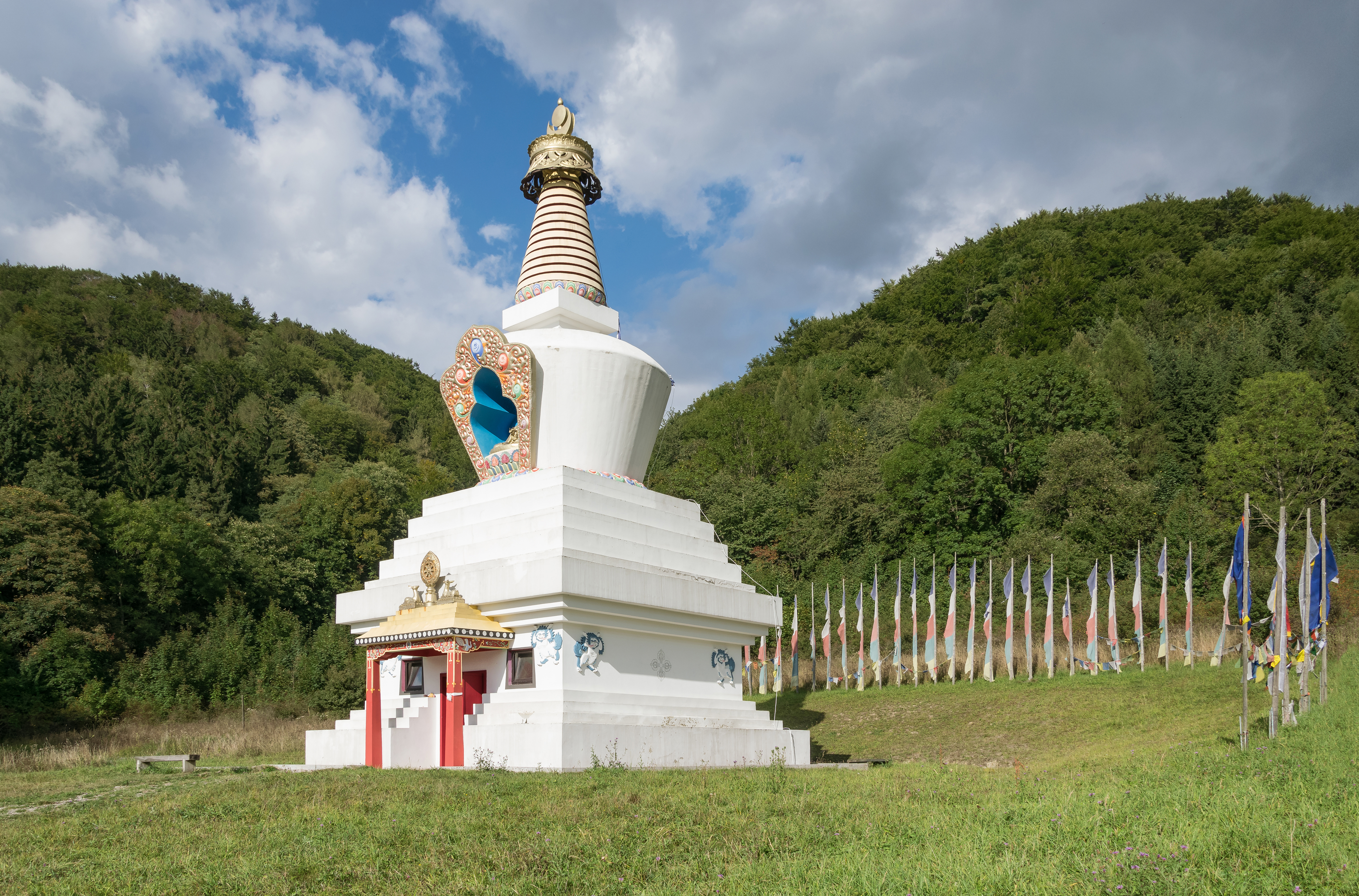
Stupa tibétain à Darnkow.

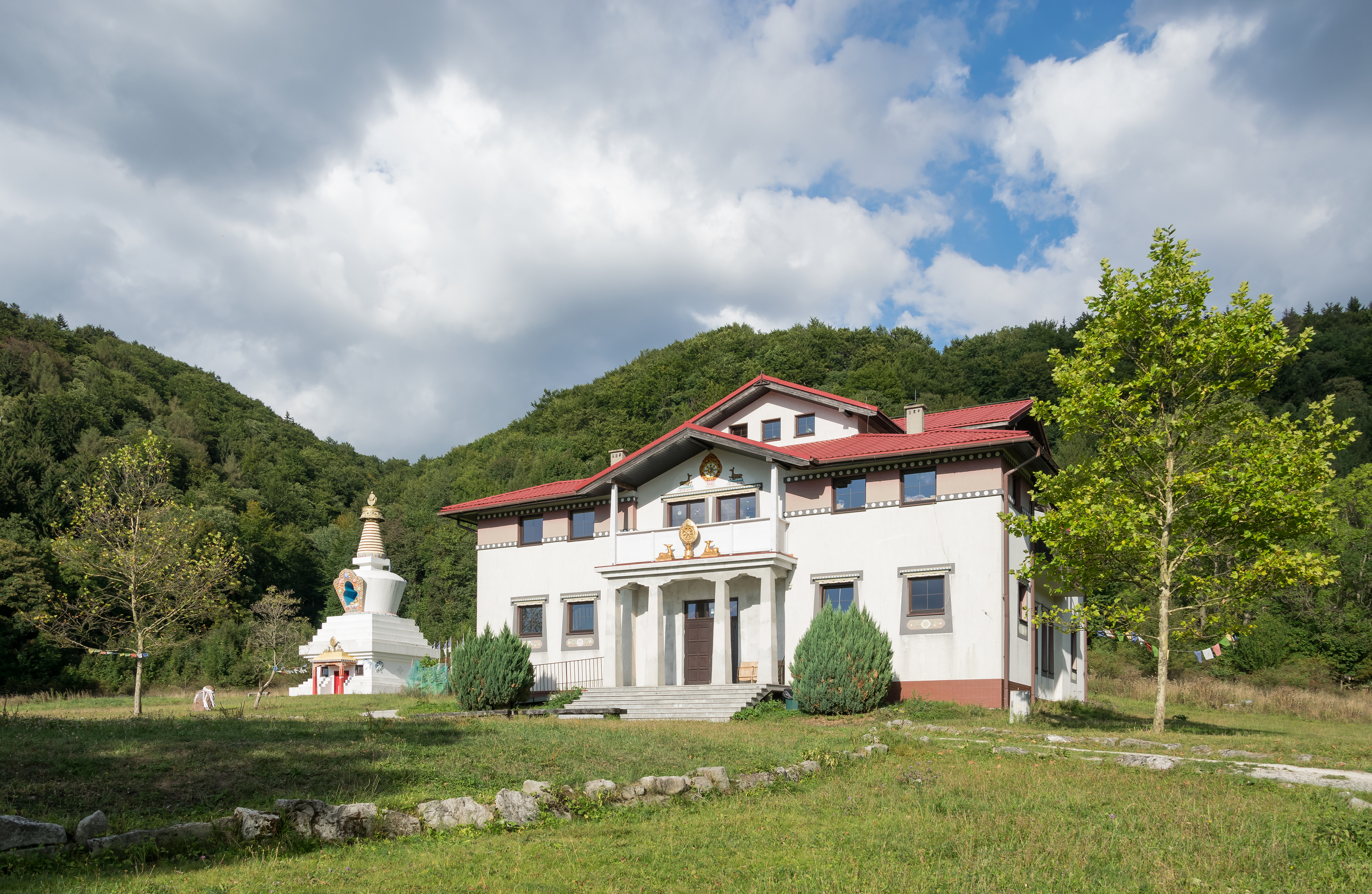
Gompa Drophan Ling à Darnkow.

Le bouddhisme en Pologne prend ses racines au début du XXe siècle dans le lien entre la Pologne et les pays tel que le Vietnam, la Chine, le Japon et la Corée, pays dont est originaire le bouddhisme. Après la Seconde Guerre mondiale, des expatriés polonais ont rejoint certains mouvements et organisations bouddhistes. Depuis la chute du Bloc de l’Est, dont les pays membres dispensaient une propagande anti-religieuse, le bouddhisme a réussi à se développer en Pologne dans une ambiance plus tolérante.
Aujourd’hui, les écoles majeures du bouddhisme en Pologne sont le Mahayana (Zen et Jodo Shinshu) et le bouddhisme Tibétain ; des mouvements comme la Communauté bouddhiste Triratna sont également actifs dans le pays. Les organisations faîtières telles que la « Mission Bouddhiste » (Misja Buddyjska) et l’« Union Polonaise Bouddhiste » rassemblent plus deux douzaines de mouvements bouddhistes. Le centre tibétain du mouvement Diamond Way Buddhism (en), fondé et dirigé par Lama Ole Nydahl, est aussi actif en Pologne. Depuis sa première visite en 1976, Nydahl y enseigne deux fois par an.
À noter que la diaspora vietnamienne en Pologne, dont le nombre oscillerait, en2022, entre 40 000 et 60 000 personnes, pratique largement le bouddhisme. 

## Histoire

### Débuts des études universitaires
L'implantation du bouddhisme en Pologne remonte au début du XXe siècle, et elle est concomitante à un vif intérêt qui apparaît alors dans ce pays pour les religions et les cultures asiatiques. Les orientalistes polonais font alors référence au bouddhisme dans les publications scientifiques. Un des plus connus est Andrzej Gawroński (1885-1927), professeur de sanskrit à l’université de Lwów. En plus de nombreuses publications, il a laissé deux ouvrages qui sont des classiques en Pologne : Études sur la littérature Bouddhiste Sanskrite (Studies on Buddhist literature in Sanskrit, Cracovie, 1919) et Sanskrit handbook (Cracovie, 1932). Stanisław Franciszek Michalski (1881-1961), maître de conférences à l’université de Łódź, a apporté sa contribution à l’étude de la langue pali. Il a aussi traduit le Dharmapāda en 1925, accompagnant le texte d’une étude approfondie et d’un aperçu général du bouddhisme. Il a aussi traduit en polonais l'ouvrage Buddhism, being a sketch of the life and teachings of Gautama, the Buddha de Thomas William Rhys Davids (paru à Varsovie-Cracovie, 1912). Il laisse cependant une grammaire du pali non terminée.
Professeur de philosophie indienne à l’université de Varsovie, Stanisław Schayer (1899-1941) a fondé l’institut d’études orientales de Varsovie ; il était aussi coéditeur du Bulletin d’Études Orientales Polonais (« Polski Biuletyn Orientalistyczny », 1937–1939). Il a étudié la philosophie Mahayana et il est devenu une figure internationale de par sa participation à de nombreuses conférences dans le monde entier. En plus du pali, il a étudié le sanskrit et le tibétain, ainsi que le chinois à la fin de sa vie.

### Débuts de la pratique

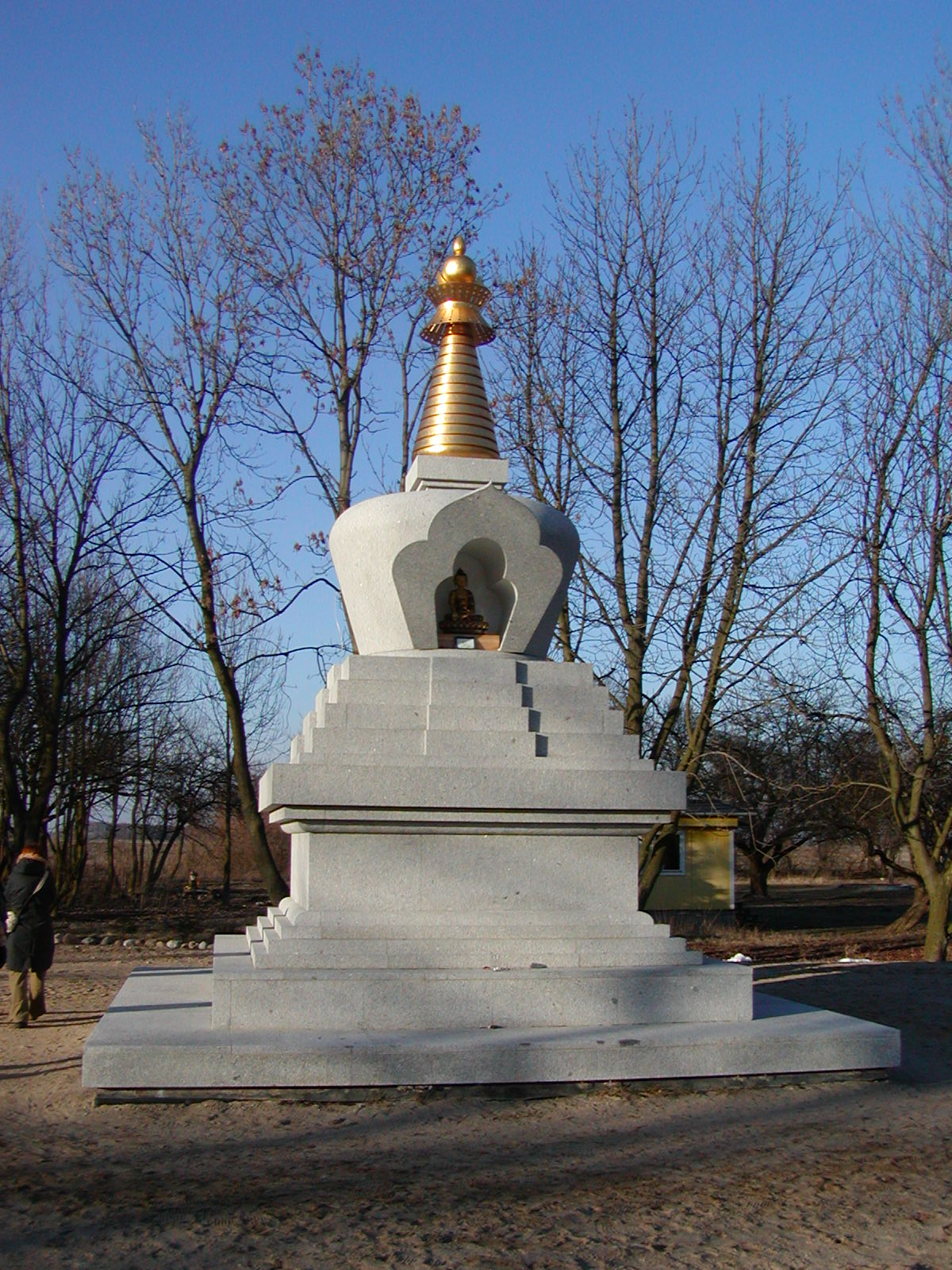
Stupa tibétain à Kuchary.

En 1949, Piotr Boniński, de Gliwice, et Władysław Misiewicz, de Radom, organisent les premiers rassemblements bouddhistes, et créent le « cercle des amis du bouddhisme » à Radom. Boniński a traduit depuis l'allemand environ cent quarante sutra, permettant ainsi au public de découvrir le Dharma. Sa mort prématurée en 1968 a cependant ralenti le développement du bouddhisme en Pologne. Misiewicz éditeur de la version polonaise du magazine bouddhiste Ehi passiko, était aussi correspondant du groupe l'« Union Bouddhiste de Pala », qui se trouvait à Radom.  En 1961, avec l’aide de Teofil Drobny, il traduit La parole de Bouddha (Słowo Buddy. Pisma różnych tradycji buddyjskich) de Nyanatiloka.
C'est au tournant des années 60 et 70 qu'un groupe de personnes se réunit à Katowice autour des artistes Urszula Broll (en) et Andrzej Urbanowicz; Urszula Broll  avait décidé, sur le chemin de ses explorations artistiques et spirituelles, de pratiquer la méditation. L’inspiration première était Les trois piliers du Zen, ouvrage dû à Philip Kapleau (en) et paru en 1965, et qui était arrivé dans l'atelier des deux peintres en 1967. En décembre 1971, des réunions hebdomadaire de méditation furent lancées, la méditation étant placée sous la « direction » du peintre Henry Waniek (en). En 1973, Andrzej Urbanowicz mit un terme à ses expérimentations réalisées durant plusieurs années avec le LSD. Il déclara avoir connu une expérience à la suite de laquelle seul le bouddhisme avait du sens à ses yeux. 
En février 1974 est publié le premier magazine bouddhiste à paraitre de façon régulière en Pologne. Les quatre premiers numéros, dirigés par Urszula et  Andrzej portaient le titre La Voie, les suivants La Voie du Zen. En août 1974, à Kamieńczyk dans les montagnes de la Sainte-Croix, Andrzej Urbanowicz organise une retraite de cinq jours inspirée des sesshin du zazen (période intense de méditation pratiquée dans les monastères Zen). Un groupe bouddhiste se forme alors, qui deviendra par la suite le « Cercle du Zen ». On peut dire que le bouddhisme en Pologne doit beaucoup à Andrzej Urbanowicz. Un an plus tard, en août 1975, Philip Kapleau vient en Pologne, à l'invitation d'Urszula Broll et d'Andrzej Urbanowicz.  Le groupe resta actif de manière informelle jusqu'au départ d’Urbanowicz pour les États-Unis en 1978. Toutefois, avec le temps, des personnes associées à ce mouvement ont créé leurs propres organisations bouddhistes. 

### Buddhist Book Project Poland
En mai 2000, à l'occasion d'un voyage en Pologne, Tenzin Gyatso, le quatorzième Dalai Lama, a soutenu, dans les bâtiments de la Bibliothèque de Poméranie (en), dans la ville de Szczecin, le lancement du « Buddhist Book Project Poland »,,. Le projet vise à « cré[er] un centre d’information présentant les réalisations mondiales dans le domaine des études bouddhistes; mener des activités promotionnelles en organisant des conférences, des conférences, des expositions et des activités de publication. ». Le Dalaï-lama a offert au centre deux manuscrits précieux de sutra: un Sutra du diamant, et le Sutra de la Perfection de la Sagesse en Huit Mille Vers. 
« L’Association Bouddhiste de la Voie du Diamant de la Lignée Kagyu » (Buddyjski Związek Diamentowej Drogi Linii Karma Kagyu) est au registre des associations polonaises depuis le 27 Janvier 1984. En avril 1990, elle entre aux registres d’église et autres organisations religieuses du Ministère de l’intérieur et de l’administration.